# Euchoplopsyllus andensis
Euchoplopsyllus andensis är en loppart som först beskrevs av Jordan 1933.  Euchoplopsyllus andensis ingår i släktet Euchoplopsyllus och familjen husloppor. Inga underarter finns listade i Catalogue of Life.